# Carlos José
Carlos José Ramos dos Santos (São Paulo, 22 de setembro de 1934 - Rio de Janeiro, 9 de maio de 2020), mais conhecido como Carlos José, foi um cantor e seresteiro brasileiro.

## Biografia
Paulistano, Carlos José mudou-se para o Rio de Janeiro em 1939. Ingressou na Faculdade de Direito, onde organizou um grupo de teatro e música que revelou, entre outros, Geraldo Vandré e Silvinha Telles.
Estreou profissionalmente em 1957, no programa "Um instante, maestro", de Flávio Cavalcanti. No mesmo ano, gravou seu primeiro disco em 78 rpm que lhe rendeu o título de Cantor Revelação do Ano por cronistas do Rio de Janeiro. Com o sucesso, abandonou a carreira de advogado. Emplacou sucessos nas rádios do país, como "Esmeralda", "Guarânia da saudade" e "Lembrança".
Morreu vítima da COVID-19, no Rio de Janeiro.